# Rocca di Neto
Rocca di Neto är en ort och kommun i provinsen Crotone i regionen Kalabrien i Italien. Kommunen hade 5 671 invånare (2017).